# Eureka Bar
Eureka Bar az Amerikai Egyesült Államok északnyugati részén, Oregon állam Wallowa megyéjében elhelyezkedő kísértetváros.
1903-ban szálloda, raktár, valamint egy 13 méter magas kohótorony épült. A posta ugyanezen évben nyílt meg; W. K. Stubblefield kézbesítő állítása szerint amikor először megérkezett, a település lakatlan volt. Mivel a következő hónapokban a küldemények egyike sem ért célba, a hivatal bezárt.
Mindössze az épületek alapjai maradtak fenn; a település úton nem közelíthető meg, a legközelebbi nyomvonal 6,4 kilométer távolságban véget ér.

## Fordítás
- Ez a szócikk részben vagy egészben  az   Eureka Bar, Oregon című angol Wikipédia-szócikk ezen változatának fordításán alapul.  Az eredeti cikk szerkesztőit annak laptörténete sorolja fel. Ez a jelzés csupán a megfogalmazás eredetét és a szerzői jogokat jelzi, nem szolgál a cikkben szereplő információk forrásmegjelöléseként.